# ボーア磁子
ボーア磁子（ボーアじし、英語: Bohr magneton）とは、原子物理学において、電子の磁気モーメントの単位となる物理定数である。1913年にルーマニアの物理学者ステファン・プロコピウが発見し、その2年後にデンマークのニールス・ボーアによって再発見された。そのためボーア＝プロコピウ磁子と呼ばれることもある。通常は記号 μB で表される。

## 値
国際単位系における値は
{\displaystyle \mu _{\text{B}}=9.274~010~0657(29)\times 10^{-24}~{\text{J}}/{\text{T}}}
である（2022 CODATA推奨値）。なお、単位はA m2 と表すこともできる。電子ボルトを用いて表せば
{\displaystyle \mu _{\text{B}}=5.788~381~7982(18)\times 10^{-5}~{\text{eV}}/{\text{T}}}
となる（2022 CODATA推奨値）。
ガウス単位系における値は μB=9.274×10−21 erg Oe−1 である。

## 他の物理定数との関係
古典的な回転する帯電体による磁気モーメントは、角運動量の半分に電荷質量比をかけたものである。ボーア磁子は、ボーアの原子模型において、基底状態にある電子の軌道角運動量による磁気モーメントに等しい。基底状態の軌道角運動量は換算プランク定数 ħ に等しいため、電気素量 e と電子質量 me を用いて
{\displaystyle \mu _{\text{B}}={\frac {e\hbar }{2m_{\text{e}}}}}
となる。
なお、ガウス単位系が基づく量体系では電流と磁気の関係付け方が異なるため、光速度 c の因子が入って
{\displaystyle \mu _{\text{B}}={\frac {e\hbar }{2m_{\text{e}}c}}}
となる。

## 物理的意義
軌道角運動量は ħ を単位として表されるため、ボーア磁子は軌道磁気モーメントを表すのに自然な単位である。
また、電子はスピン角運動量 ħ/2 を持つが、ディラック方程式からg因子が2となるため、電子のスピンによる磁気モーメントもボーア磁子にほぼ等しくなる。電子の磁気モーメントのボーア磁子からのずれは異常磁気モーメントと呼ばれており、量子電磁力学においてくりこみ理論によって説明される。
このため電子による磁気モーメントをボーア磁子を単位として有効ボーア磁子数 μeff =μ/μB で表すことがある。
なお、陽子も電子と同じスピン角運動量を持つので、核子や原子核のスピン磁気モーメントの単位としては、ボーア磁子の電子の質量 me を陽子の質量 mp に置き換えた核磁子が用いられる。陽子の質量は電子の質量に対し約1840倍であるため、核磁子はボーア磁子の約1/1840となる。